# Багратиони, Ираклий Константинович
Князь Ираклий Константинович Багратиони (груз.: ირაკლი კონსტანტინეს ძე ბაგრატიონი; род. 15 сентября, 1909, Абано, Тифлисская губерния, Российская империя — ум. 15 мая, 1979, Тбилиси, Грузинская ССР) — балетмейстер Государственного ансамбля песни и танца Грузии, хореограф, музыкальный деятель. Народный артист Грузии (1967). Отец Джансуга Багратиони.

## Происхождение
Из кахетинской ветви грузинской царской династии Багратионов, князей Багратион-Давитишвили, прямой потомок последнего законного монарха единого Грузинского царства, царя Георгия VIII (1446—1466). Княжеский дом Багратион-Давитишвили был одним из самых высокопоставленных княжеских родов Картлийского царства с собственным удельным княжеством — Садавитишвило, ликвидированным в 1801 году в связи с переходом Картли-Кахетинского царства под протекторат Российской империи.

## Биография
Родился в семье Константина Николозовича Багратион-Давитишвили (1886—1949), праправнука князя Заала Давитишвили.
В 1933-1946 гг. – солист Тбилисского театра оперы и балета.
Он исполнял грузинские танцы в операх «Абесалом и Этери», «Дайси», «Кето и Котэ» и других.
Выступал и в балетных спектаклях (Заали - "Сердце гор" Андрея Баланчивадзе; то же - "Малтаква" Ш. Тактакишвили).
В 1938-1945 и 1956-1970 годах был одним из руководителей Грузинского государственного заслуженного ансамбля песни и танца, а в 1970-1979 годах - главным балетмейстером Грузинской государственной филармонии.
Им были поставлены танцы «Свадьба», «Фрески Старого Тбилиси», «Алванури» и другие.
Ираклий Багратион работал над сохранением и укреплением древних традиций грузинских народных танцев. Одновременно (1934-1939) занимался педагогической работой в Государственной театральной студии им. К. Марджанишвили.
В 1935-1945 гг. руководил самостоятельными хореографическими кружками ТГУ и Грузинского индустриального института (ныне Технический университет).
Его учениками были Н. Гурия, Л. Татеишвили, Э. Келаптришвили, Н. Багратиони, Г. Дарахвелидзе, Г. Салуквадзе, А. Татарадзе, К. Манджгаладзе, М. Шубашикель, Г. Бахтадзе и другие.

## Награды
- Народный артист Грузии (1967).

## Семья
Сын: Джансуг Багратиони (1938 - 2022) — грузинский общественный деятель, председатель Национального олимпийского комитета Грузии, педагог, спортсмен, тренер, политик. Чемпион СССР (1964) по гандболу. Занимал пост президента Национального олимпийского комитета Грузии в 1996—2004 годах, предшественник Бадри Патаркацишвили. В 1999—2004 годах был депутатом Парламента Грузии 5-го созыва по партийному списку, от избирательного блока «Союз граждан Грузии».

## Смерть
Скончался 15 мая 1979 года в Тбилиси.